# Băng kết đông

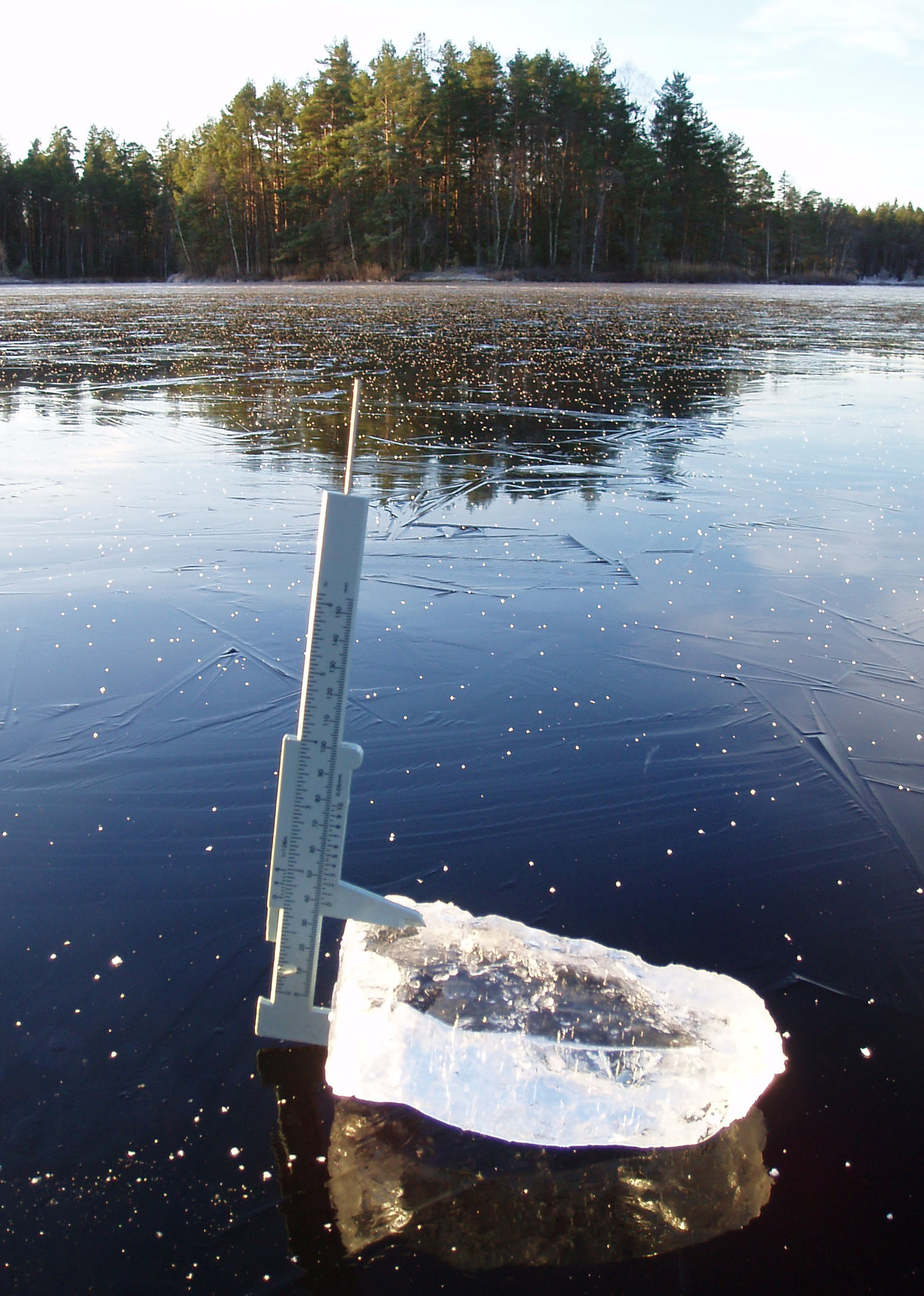
39 mm băng mới hình thành trên một hồ nước ở Thụy Điển

Băng kết đông là băng được hình thành dưới đỉnh của một lớp băng được thiết lập.

## Nước biển
Đối với nước biển, băng kết đông là băng hình thành dưới đáy của một lớp băng biển được thiết lập, thường ở dạng tiểu cầu kết hợp lại tạo thành băng rắn.
Chỉ có nước đóng băng tạo thành băng, muối từ nước biển được cô đặc thành nước muối, một số trong đó được chứa trong các túi trong băng mới. Do các túi nước muối, băng kết hợp trên nước biển không cứng và trong suốt như nước đá.